# Lokogba
Lokogba ist ein Arrondissement im Département Couffo im westafrikanischen Staat Benin. Es ist eine Verwaltungseinheit, die der Gerichtsbarkeit der Kommune Lalo untersteht.

## Demografie und Verwaltung
Gemäß der Volkszählung 2013 des beninischen Statistikamtes INSAE hatte das Arrondissement 15.991 Einwohner, davon waren 7486 männlich und 8505 weiblich.
Von den 67 Dörfern und Quartieren der Kommune Lalo entfallen neun auf Lokogba:
1. Davihoué
2. Gnamamè
3. Kaïhoué
4. Kondjon
5. Kuivonhoué
6. Lokogba
7. Touléhoudji
8. Yobohoué
9. Zoundjamè